# Tatort: Waidmanns Heil
Waidmanns Heil ist ein Fernsehfilm aus der Kriminalreihe Tatort der ARD, des ORF und SRF. Der Film wurde vom MDR unter der Regie von Peter F. Bringmann produziert und am 1. Februar 2004 erstmals ausgestrahlt. Es handelt sich um die Tatort-Folge 557. Für die Kommissare Ehrlicher und Kain ist es der 34. gemeinsame Fall und der 13. Fall, in dem sie in Leipzig ermitteln.

## Handlung
Immobilieninvestor Lothar Sofsky liebt die Jagd. Bei einer solchen Entenjagd trifft ihn eine Ladung Schrot tödlich. Die Kommissare Ehrlicher und Kain versuchen herauszufinden, wer der Schütze gewesen sein kann, was bei Schrotkugeln nicht über das verwendete Gewehr möglich ist. Da ihm jemand nachträglich die Warnweste ausgezogen hat, die jeder der Jäger zu seiner Sicherheit trägt, ist für die Ermittler ein Mord wahrscheinlich. Die Frau des Opfers beschuldigt den Jagdpächter Gernot Dietz, an dessen Reiterhof ihr Mann beteiligt war. Sie weiß, dass er dort „aussteigen“ wollte und auch die Jagdpacht für die nächste Pachtsaison an sich reißen wollte. Sie selber war aber auch nicht gut auf ihren Mann zu sprechen, da er sich seit einiger Zeit mit der jungen Kellnerin Simone Körner vergnügte.
Nur wenige Tage später kommt auch Michael, der Stiefsohn von Gernot Dietz, zu Tode. Er war der heimliche Freund von Simone Körner und wurde nachts auf einem Hochsitz aus 250 m Entfernung erschossen. Nach näherer Untersuchung steht fest, dass der Schütze sein Opfer gar nicht richtig gesehen haben kann und möglicherweise auf jemand anderen schießen wollte.
Ehrlicher und Kain suchen nach möglichen Zusammenhängen. Dabei stoßen sie auf Differenzen zwischen den Brüdern Gernot und Karsten Dietz, die schon seit ihrer Kinderzeit bestanden. Gernot erbte als der ältere von beiden den Hof des Vaters und spannte seinem jüngeren Bruder vor zehn Jahren auch die Frau aus. Ehrlicher kommt dahinter, dass der Schuss auf der Jagd Gernot Dietz gegolten hatte und Sofsky nur versehentlich in die Schusslinie geriet. Nachdem Karsten Dietz vor kurzem erfahren hatte, mit welchen Trick sein Bruder „seine“ Maria geködert hatte, musste er ihn abgrundtief hassen. Auch der Schuss, der Michael traf, war für Gernot Dietz gedacht, da sein Bruder ihn auf dem Hochsitz vermutet hatte.
Da sich die Kommissare sicher sind, dass Karsten Dietz in beiden Fällen der Schütze war, wollen sie ihn festnehmen. Dietz ist allerdings gerade im Wald und will seinen Rachefeldzug gegen seinen Bruder nun endlich erfolgreich abschließen. So kommen Ehrlicher und Kain gerade noch rechtzeitig, um Gernot Dietz vor einem Schuss aus seinem Jagdgewehr zu bewahren, den Karsten Dietz als eine Selbsttötung arrangieren wollte.

## Trivia
In der Folge Waidmanns Heil liest Kommissar Bruno Ehrlicher Kains Vornamen auf einem Formular und erkennt, dass er sich auf Kain reimt. Der Drehbuchautor Andreas Pflüger hat in diesem Tatort eine Nebenrolle als Pfarrer.

## Rezeption

### Einschaltquoten
Bei seiner Erstausstrahlung am 1. Februar 2004 erreichte der Film 7,61 Mio. Zuschauer, was einem Marktanteil von 21,20 % entspricht.

### Kritik
Die Kritiker der Fernsehzeitschrift TV Spielfilm vergaben für diesen Tatort die bestmögliche Wertung und schrieben: „Bestens gespielt, gar kein Leipziger Allerlei“.